# الوسيطى
مركز الوسيطى أو الوسيطاء هو مركزٌ إداري تابعٌ لمحافظة الخرج في منطقة الرياض ، ويصنف من فئة (أ) ورمزها 1017.